# Fabrizio Puglisi
Fabrizio Puglisi (* 16. Juni 1969 in Catania) ist ein italienischer Jazzpianist.
Puglisi besuchte zwischen 1986 und 1991 bei den Seminari Senesi in Siena Kurse für Jazzimprovisation bei Franco D’Andrea, Enrico Rava und Bruno Tommaso und studierte dann Musik an der Universität Bologna. Er ist Mitglied der Association Bassesfere für Improvisations- und Avantgardemusik. Er lebt in Amsterdam, wo er mit Musikern wie Ab Baars, Sean Bergin, Tristan Honsinger und Ernst Reijseger zusammenarbeitete.
Puglisi bildet mit Rob Armus das Duo Rapf. Mit Ernst Glerum und Han Bennink bildet er das Puglisi-Glerum-Bennink Trio, mit Zeno De Rossi und Stefano Senni das Trio Rope. Mitglieder seines Quartetts Atman sind Achille Succi, Alberto Capelli und Mirko Sabatini, und in der Gruppe Deus ex Machina arbeitet er mit Alberto Piras, Mauro Collina, Alessandro Bonetti, Alessandro Porreca und Claudio Trotta zusammen. Weiterhin beteiligt er sich am Projekt Viktoria Frey (mit Sabina Meyer, Lauro Rossi und Fabrizio Spera), das sich der Aufführung der Musik von Hanns Eisler widmet und tritt solistisch mit dem Solo for Piano and Toys auf.
Puglisi trat bei Jazzfestivals in ganz Europa, den USA, Kanada, Südamerika und Afrika auf und arbeitete als Sideman mit Musikern wie Lester Bowie, John Zorn, David Murray, Kenny Wheeler, Louis Sclavis und Dave Liebman zusammen. Seit 2005 unterrichtet er Jazzklavier am Konservatorium von Bologna.

## Diskografie
- Duo Pagnozzi-Puglisi: La negresse oblige, 1994
- Specchio Ensemble: Suite n.1 per quintetto doppio, 1995
- Jorge: L’inferno dei polli, 1996
- Kaos Ensemble-Kenny Wheeler: La geometria dell’abisso, 1998
- Ray Mantilla European Space Station: Headgames, 1998
- Deus ex Machina: Equilibrismo da insofferenza, 1998
- Atman: Atman, 1999
- Strani Itineranti: Strani Itineranti, 2001
- Bosetti-Calcagnile-Puglisi: 19/11/2000, 2002
- Deus ex machina: Cinque, 2002
- Specchio Ensemble: Porcyville, 2003
- Cristina Zavalloni Open Quartet featuring Gianluca Petrella: Whenyougoyesisyes, 2004
- Atman: Puntolinea, 2004
- Roberto Faenzi Quintet: Motociblues, 2005
- Rope: Have you met miss Bates, 2005
- Henry Taylor: Crooning the anger, 2005